# Taddeo Luigi dal Verme
Taddeo Luigi dal Verme (né le 16 février 1641 à Plaisance en Émilie-Romagne, et mort à Ferrare le 12 janvier 1717) est un cardinal italien de la fin du XVIIe siècle et du début du XVIIIe siècle. Il est le neveu du cardinal Savo Millini (1681) et un parent des cardinaux Girolamo Farnese (1657) et Mario Alberizzi (1675).

## Biographie
Taddeo Luigi dal Verme est préfet du palais apostolique de Fano, où il est nommé évêque en 1688. Le pape Innocent XII le crée cardinal lors du consistoire du 12 décembre 1695. Il est transféré au diocèse d'Imola en 1696 et promu archevêque de Ferrare en 1702.
Dal Verme participe au conclave de 1700, lors duquel Clément XI est élu pape.

### Sources
- Fiche du cardinal sur le site fiu.edu